# Зімць
Зімць, Зімці (рум. Zimți) — село у повіті Муреш в Румунії. Входить до складу комуни Ібенешть.
Село розташоване на відстані 270 км на північ від Бухареста, 44 км на північний схід від Тиргу-Муреша, 110 км на схід від Клуж-Напоки, 130 км на північ від Брашова.

## Населення
За даними перепису населення 2002 року у селі проживали 63 особи, з них 62 особи (98,4%) румунів. Рідною мовою 62 особи (98,4%) назвали румунську.